# Platnicknia incerta
Platnicknia incerta is een spinnensoort uit de familie trilspinnen (Pholcidae). De soort komt voor in Cuba. 